# Baptisme
Le baptisme ou christianisme baptiste est un mouvement chrétien évangélique, fondé par les Anglais John Smyth et Thomas Helwys en Hollande en 1609. Le mouvement professe les croyances de l’Église de professants, dont notamment la nouvelle naissance et le baptême du croyant, issues de l’anabaptisme. Les Églises appartenant au mouvement sont appelées Églises baptistes.
Présent dans le monde entier, le mouvement compterait 170 millions de croyants en 2020. La majorité des confessions baptistes dans le monde est regroupée dans l'Alliance baptiste mondiale.

## Histoire

### Origines

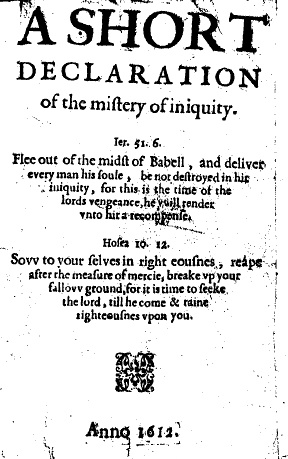
A Short Declaration of the Mistery of Iniquity (1612).

Le baptisme a ses origines dans un mouvement commencé par les Anglais John Smyth et Thomas Helwys à Amsterdam,,. En raison des difficultés que soulèvent en Angleterre leurs convictions puritaines et congrégationalistes, ils s'exilent en 1607 pour la Hollande avec un groupe qui partage les mêmes positions. Là, ils rencontrent l'anabaptisme et acquièrent la conviction que les  textes bibliques exigent que seul le baptême du croyant (donc des adultes) est valide,. En 1609, année considérée comme la fondation du mouvement, Thomas Helwys rentre en Angleterre et fondent la première église baptiste,,. Il publie la première confession de foi baptiste Une déclaration de foi du peuple anglais (A Declaration of Faith of English People) en 1611. Il fonde la première église baptiste générale d’Angleterre à Spitalfields, à l’est de Londres en 1612.
La même année, il publie Une courte déclaration sur le Mystère de l'iniquité, une critique du brownisme, du puritanisme et de la papauté. Cet ouvrage est un des premiers plaidoyers pour la liberté religieuse en Angleterre . Helwys l’envoie au roi Jacques Ier d'Angleterre en lui rappelant qu'il était lui aussi mortel, « poussière et cendres » comme le reste d'entre nous, sans aucun pouvoir sur les âmes immortelles de ses sujets. Le roi réagit en l'envoyant en prison, où il demeura jusqu'à sa mort, en 1616. Par ailleurs, le pasteur anglais John Spilsbury, qui avait développé la doctrine du baptême du croyant, fonde ce qui est considéré comme la première église baptiste particulière en 1638 à Londres. 

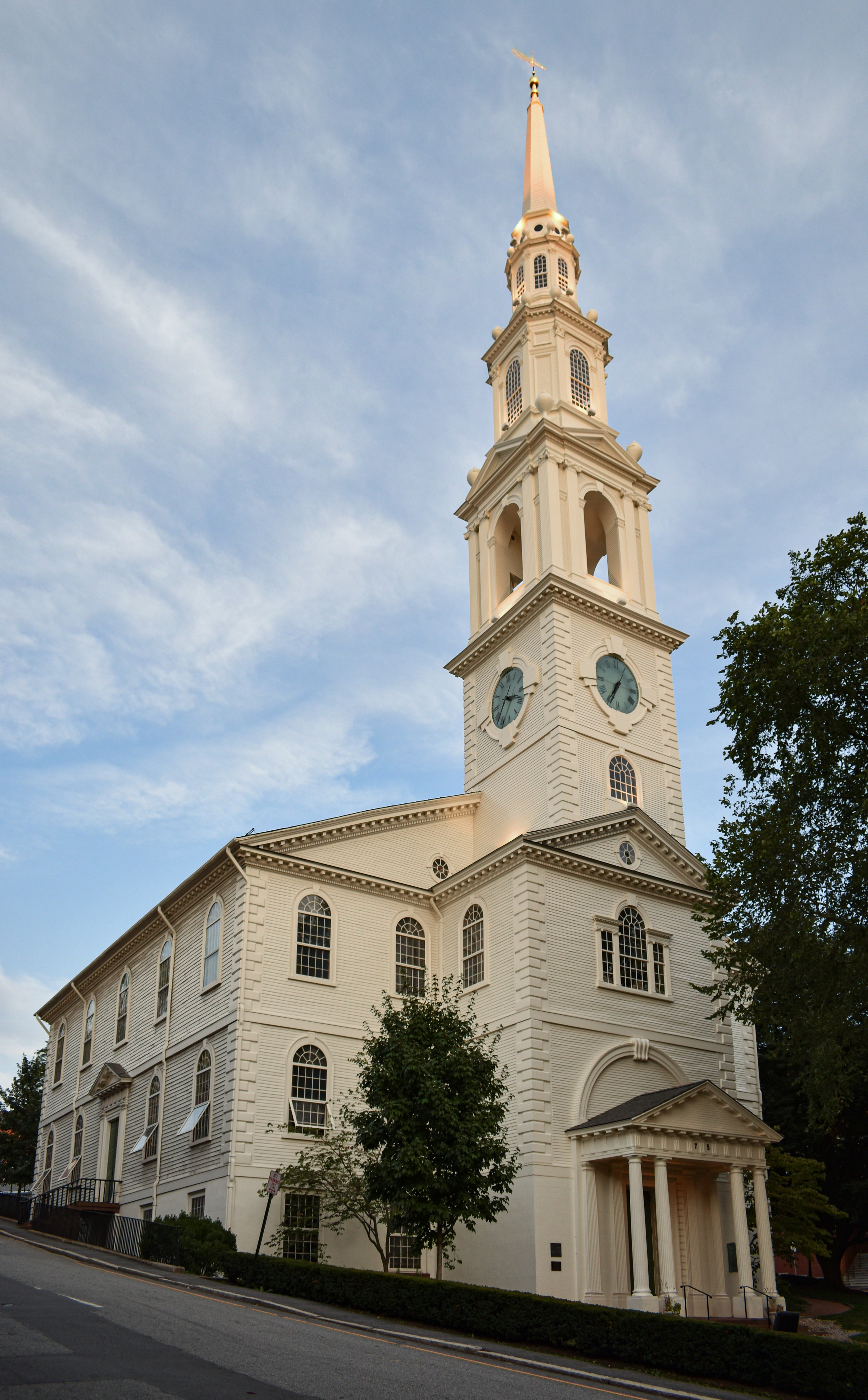
Première église baptiste d'Amérique, affiliée aux Églises baptistes américaines USA.

En 1638, le pasteur anglais Roger Williams fonde la Première église baptiste d'Amérique à Providence (Rhode Island),. En 1644, la Confession de foi baptiste de 1644 est publiée par sept églises baptistes à Londres. En 1689, la Confession de foi de Londres est adoptée par les baptistes particuliers (calvinistes).

### Expansion par les missions
Les organisations missionnaires baptistes ont diffusé le mouvement dans le monde entier. En Angleterre, la Société missionnaire baptiste est fondée en 1792 à Kettering,.

### Du XIXe siècle au XXIe siècle
Aux États-Unis, il y a eu la fondation des Ministères internationaux en 1814 et du Conseil de mission internationale en 1845,. L'Alliance baptiste mondiale est fondée en 1905 à Londres, durant le premier congrès mondial baptiste par 24 confession baptistes de divers pays,,. En 2003, la Convention baptiste internationale, une association internationale d’églises anglophones, est devenue membre.
Le mouvement baptiste s’implantera dans le Nord de la France au début du XIXe siècle.

## Croyances et ordonnances

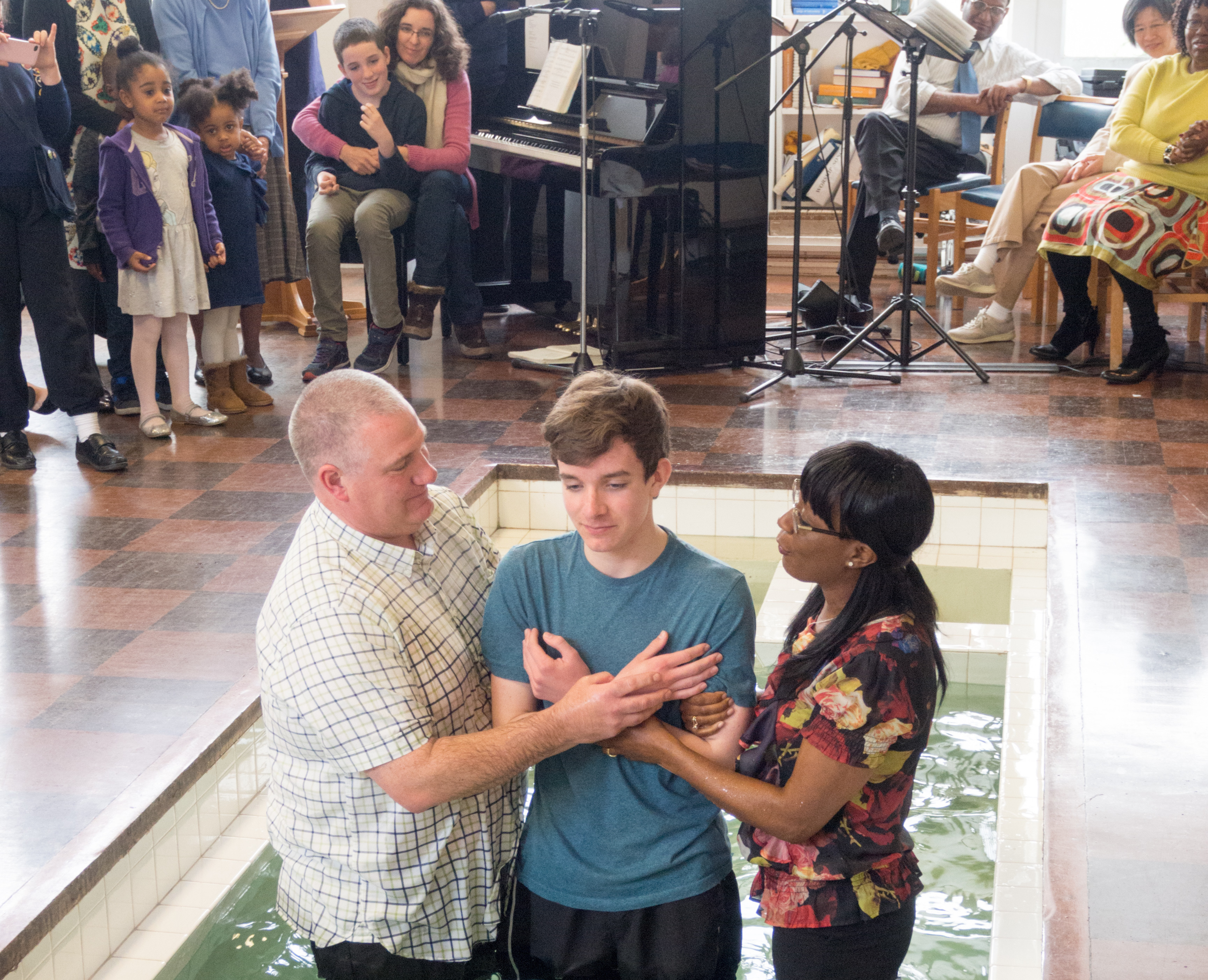
Baptême du croyant par immersion à l'Église baptiste de Northolt Park, dans le Grand Londres, Union baptiste de Grande-Bretagne, 2015.

### Doctrine
Le baptisme regroupe différents courants théologiques chrétiens évangéliques, dont les principaux sont conservateur fondamentaliste ou modéré et libéral,.
Chaque église a une confession de foi particulière et commune si elle est membre d’une confession chrétienne.
La théologie baptiste est une théologie évangélique. Elle est avant tout fondée sur la Bible et reprend les croyances de l’Église de professants. La Confession de foi baptiste de 1644 publiée par des églises baptistes anglaises en est un exemple. Cette proximité théologique est également représentée dans l’affiliation de confessions baptistes à des unions nationales évangéliques,.
Les principales croyances sont l'importance donnée à la Bible, à la nouvelle naissance, au baptême du croyant en tant que témoignage volontaire, l’engagement dans l'Église et dans l'évangélisation, ainsi que l’autonomie locale des églises, l’autorité de la congrégation (congrégationalisme), la séparation de l’Église et de l’État et la liberté de religion.
L'excommunication est utilisée en dernier recours par les confessions et les églises pour les membres qui ne veulent pas se repentir de croyances ou de comportements en contradiction avec la confession de foi de la communauté.

### Ordonnances
Les deux ordonnances du christianisme évangélique sont le baptême du croyant (par immersion dans l'eau) et la Sainte-Cène. Certaines confessions baptistes pratiquent aussi le lavement des pieds comme troisième ordonnance.

## Culte

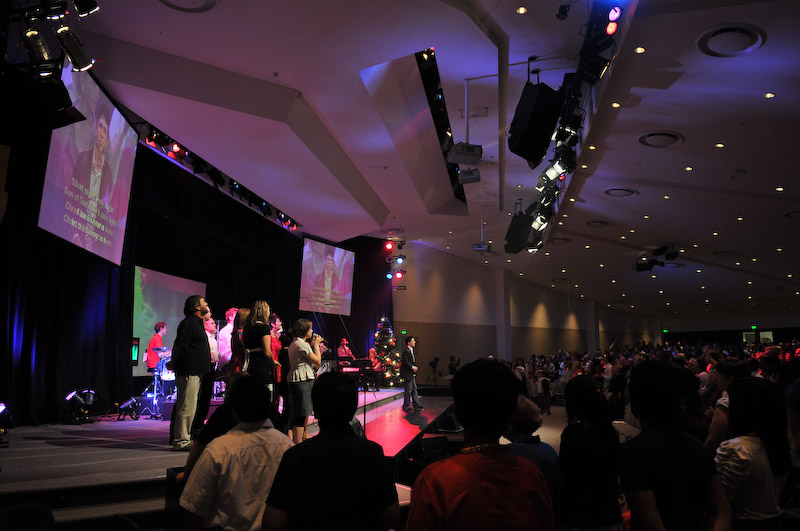
Service à l’Église baptiste Crossway de Melbourne, affiliée aux Ministères baptistes australiens, 2008.

Dans les églises baptistes, le service fait partie de la vie de l'Église et comprend la louange, l’adoration, des prières à Dieu, un sermon fondé sur la Bible, l’offrande, et périodiquement la Sainte-Cène,. Certaines églises ont des services avec de la musique chrétienne traditionnelle, d’autres avec de la musique chrétienne contemporaine et certaines offrent les deux dans des services distincts. Dans beaucoup d'églises, il y a des services adaptés pour les enfants, voire pour les adolescents. Des réunions de prière ont également lieu en semaine.

### Lieux de culte

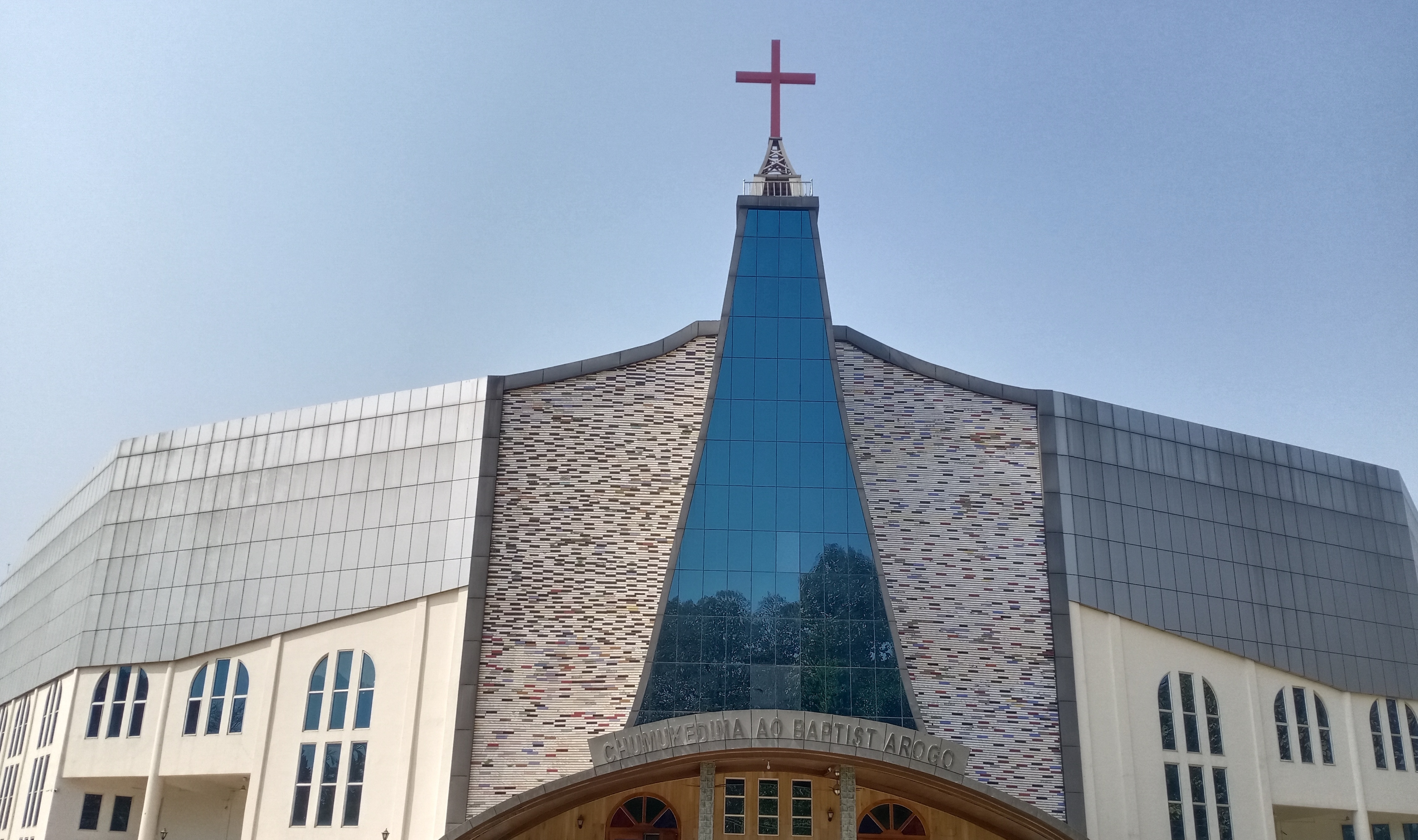
Bâtiment de l’Église baptiste Ao de Chumukedima, Kohima, affiliée au Conseil de l'église baptiste du Nagaland (Inde).

Les lieux de cultes sont généralement appelés « temples » ou simplement « bâtiment (d'église) »,,. Dans certaines megachurches, on parle de « campus »,. L'architecture est sobre et la croix christique latine est l’un des seuls symboles spirituels qui peut généralement être vu sur le bâtiment d’une église baptiste et qui permet d’identifier l’appartenance du lieu.

## Sexualité

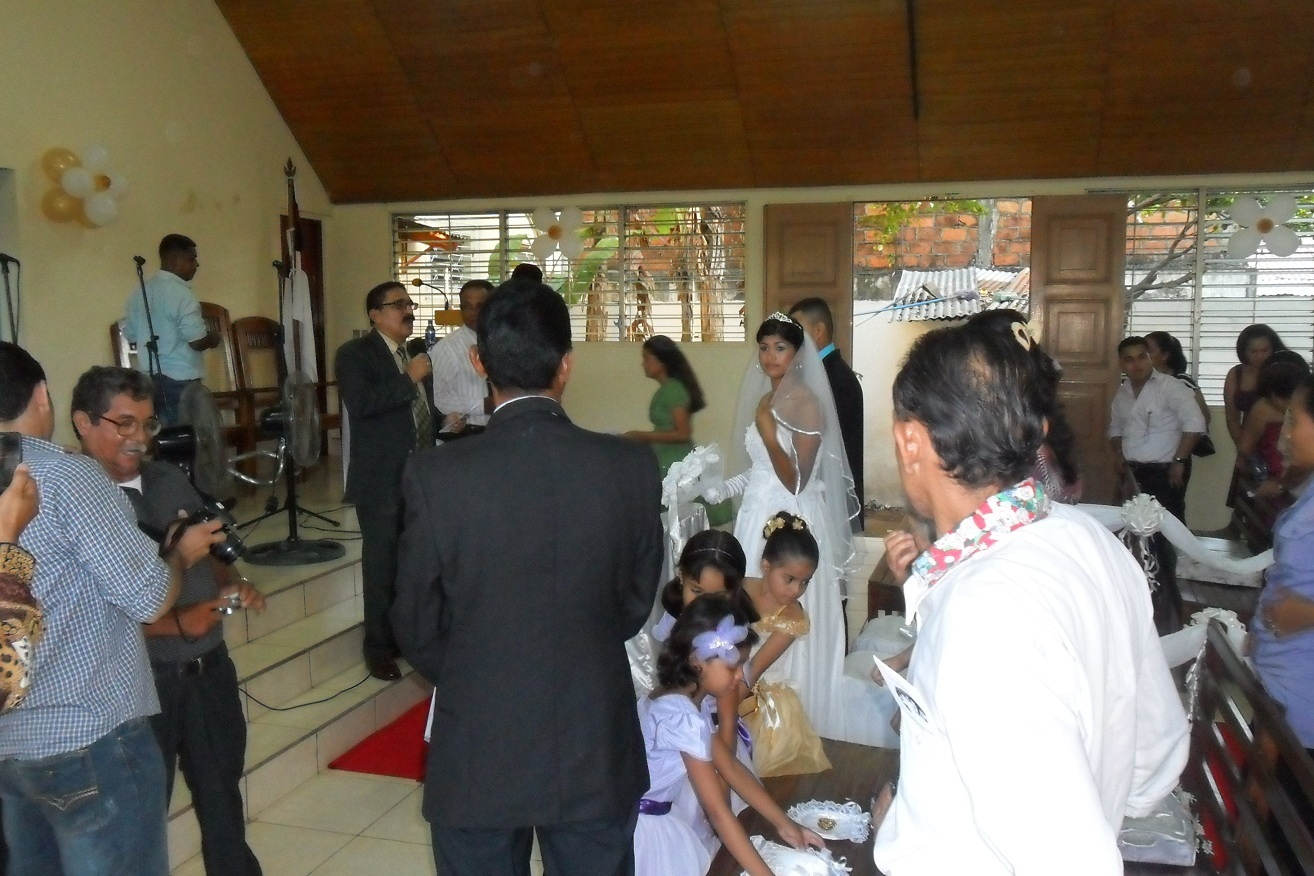
Cérémonie de mariage à la Première église baptiste de Rivas, affiliée à la Convention baptiste du Nicaragua, 2011.

En matière de sexualité, plusieurs églises baptistes font la promotion du pacte de pureté auprès des jeunes chrétiens baptistes, qui sont invités à s'engager durant une cérémonie en public à l'abstinence sexuelle jusqu'au mariage chrétien. Ce pacte est souvent symbolisé par une bague de virginité. Des programmes comme True Love Waits, fondé en 1993 par la Convention baptiste du Sud des États-Unis ont été développés pour soutenir les engagements.
Dans les églises baptistes, les jeunes adultes et les couples non-mariés sont encouragés à se marier tôt afin de vivre une sexualité selon la volonté de Dieu. Certains livres sont spécialisés sur le sujet, comme le livre L'Acte conjugal : la beauté de l'amour sexuel publié en 1976 par le pasteur baptiste Tim LaHaye et sa femme Beverly LaHaye qui a été un pionnier dans l’enseignement de la sexualité chrétienne comme un don de Dieu et une composante d’un mariage chrétien épanoui.
La majorité des associations baptistes du monde croient uniquement à la sexualité dans le mariage entre un homme et une femme. Dans certaines églises fondamentalistes, il y a des militants homophobes qui ont des discours haineux. Les églises conservatrices modérées croient uniquement au mariage traditionnel, mais font preuve de sympathie et de respect envers les personnes LGBT. Elles se considèrent ainsi comme « accueillantes, mais pas affirmatives » . Cette expression trouve son origine dans le livre Welcoming but Not Affirming: An Evangelical Response to Homosexuality publié en 1998 par le théologien baptiste américain Stanley Grenz . Certaines associations baptistes  n'ont pas de croyances officielles sur le mariage dans une confession de foi et invoquent le congrégationalisme pour laisser le choix à chaque église de décider. Certaines associations baptistes soutiennent le mariage entre personnes de même sexe, comme l'Association des Baptistes Accueillants et Affirmants .

## Gouvernance et ministère

### Organisations

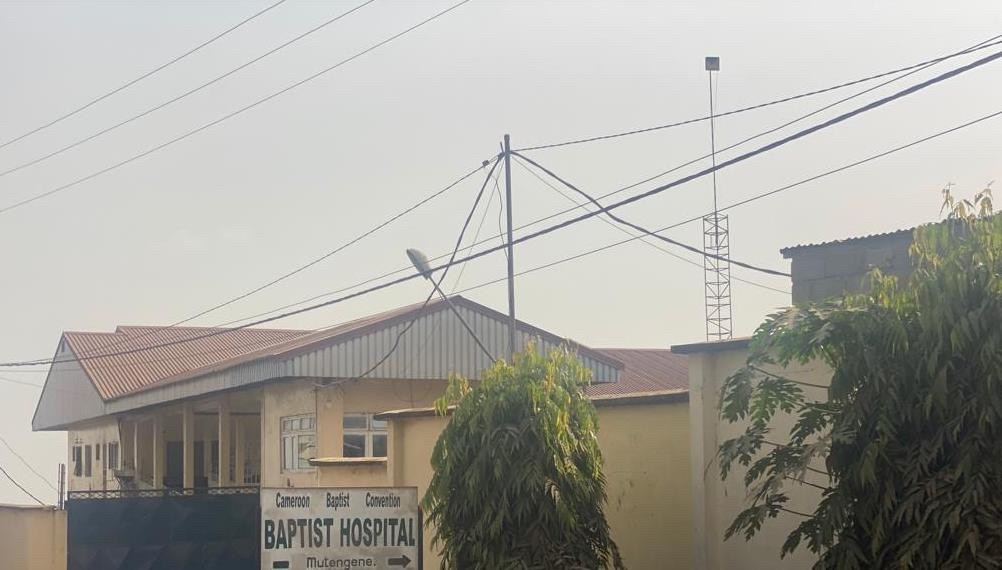
Baptist Hospital Mutengene (Tiko), membre de la Convention baptiste du Cameroun.

La gouvernance dans les églises baptistes est majoritairement congrégationaliste. Elle est de type épiscopalien dans certaines associations baptistes. Dans un certain nombre de communautés, l'église est dirigée par un conseil d’anciens.
Bien que certaines églises revendiquent leur indépendance (Églises baptistes indépendantes), d’autres églises se considèrent autonomes et interdépendante et font le choix d’être membres d'une association nationale et internationale d’églises,,. Cette relation de coopération permet le développement d’organisations communes, pour la mission et les domaines sociaux, comme l’aide humanitaire, des écoles, des instituts de théologie et des hôpitaux.
La majorité des églises baptistes font partie de groupes coopératifs nationaux et de l'Alliance baptiste mondiale .

### Ministères

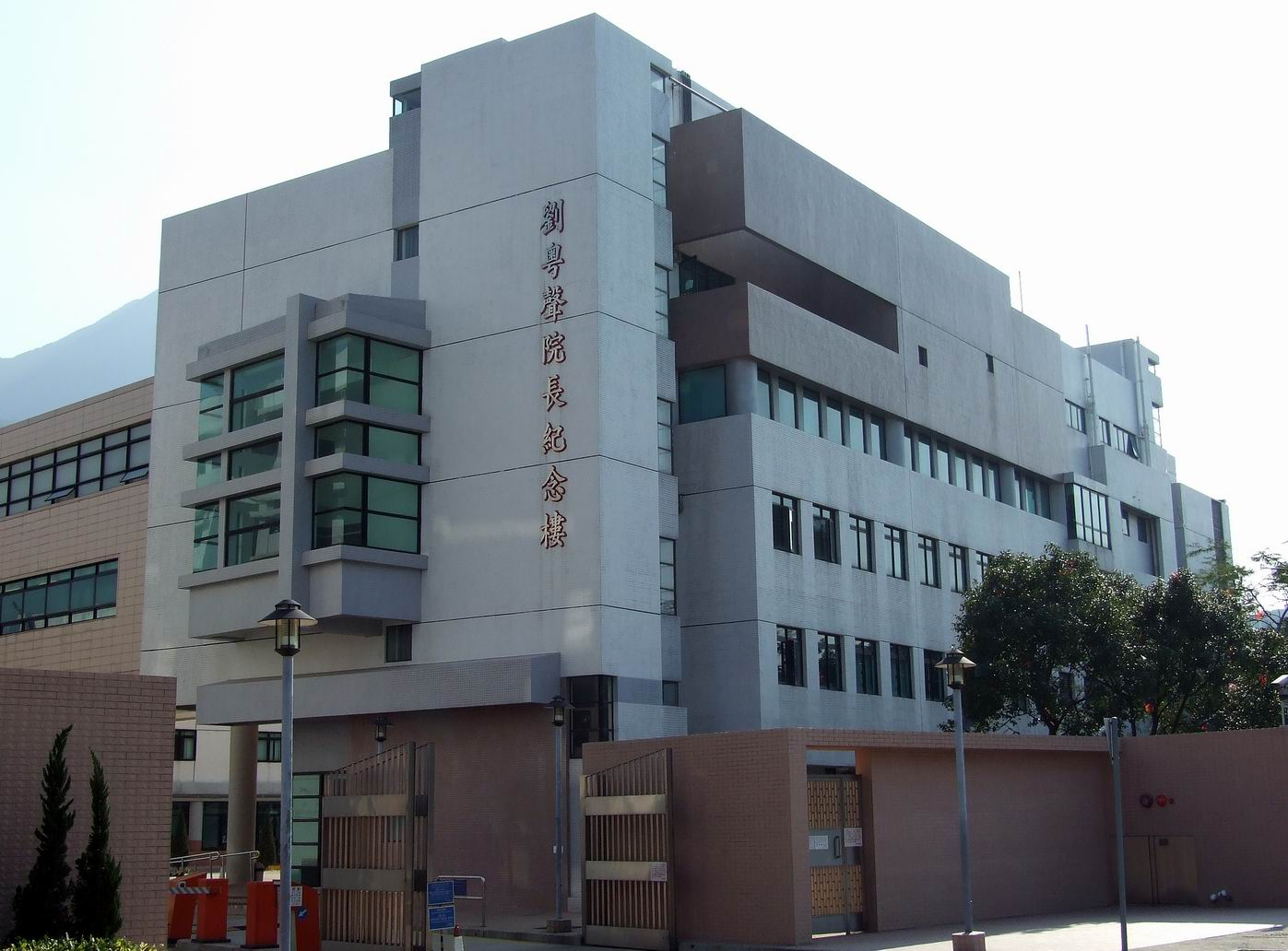
Séminaire théologique baptiste de Hong Kong, affilié à la Convention baptiste de Hong Kong, 2008.

Les ministères baptistes sont principalement ceux de pasteur, du diacre, du chantre et de l’évangéliste. D’autres ministères peuvent également être présents, tel que celui d’ancien avec des fonctions similaires à celles du pasteur. Bien que plus rarement, le ministère d’évêque avec des fonctions de surveillance sur un groupe de pasteurs, est présent dans certaines confessions chrétiennes baptistes.

#### Ministères féminins
Certaines confessions baptistes autorisent officiellement l'ordination des femmes dans les églises. La première femme baptiste qui a été consacrée pasteure est l’américaine Clarissa Danforth dans une église baptiste libre en 1815. Dans les Églises baptistes américaines USA en 1882 . Dans l’Union baptiste de Grande-Bretagne en 1922 . La première femme pasteur française fut Madeleine Blocher-Saillens en 1929 par le Conseil de l'Église évangélique baptiste du Tabernacle à Paris. Parmi les autres confessions figurent aussi la Convention baptiste nationale, USA en 1965  ; la Convention baptiste nationale progressiste en 1969 ; les Ministères baptistes australiens en 1978 ; la Convention des églises baptistes des Philippines en 1980.

## Statistiques
En 2010, le baptisme compterait 100 millions de croyants. En 2020, selon le chercheur Sébastien Fath du CNRS, le mouvement compterait environ 170 millions de croyants dans le monde.
L'Alliance baptiste mondiale, la plus grande confession baptiste dans le monde, regrouperait 266 conventions baptistes membres dans 134 pays, 178,000 églises et 51,000,000 membres baptisés en 2024. Ces statistiques ne sont toutefois pas totalement représentatives, puisque certaines églises des États-Unis ont une double ou une triple affiliation baptiste nationale, ce qui fait qu’une église et ses membres sont comptés par plus d’une confession baptiste,.

## Le baptisme dans le monde
Parmi les recensements effectués par les confessions baptistes en 2024, celles qui revendiquaient le plus de membres étaient sur chaque continent :

### Amérique
En Amérique du Nord, aux États-Unis, se trouve la plus grande communauté baptiste au monde représentée notamment par la Convention baptiste du Sud avec 46,876 églises et 12 722 266 membres  et la Convention baptiste nationale, USA avec 21 145 églises et 8 415 100 membres.
En Amérique du Sud, la Convention baptiste brésilienne avec 9,288 églises et 1 809 230 membres, la Convention baptiste évangélique Argentine avec 1,216 églises et 85 000 membres.

### Afrique

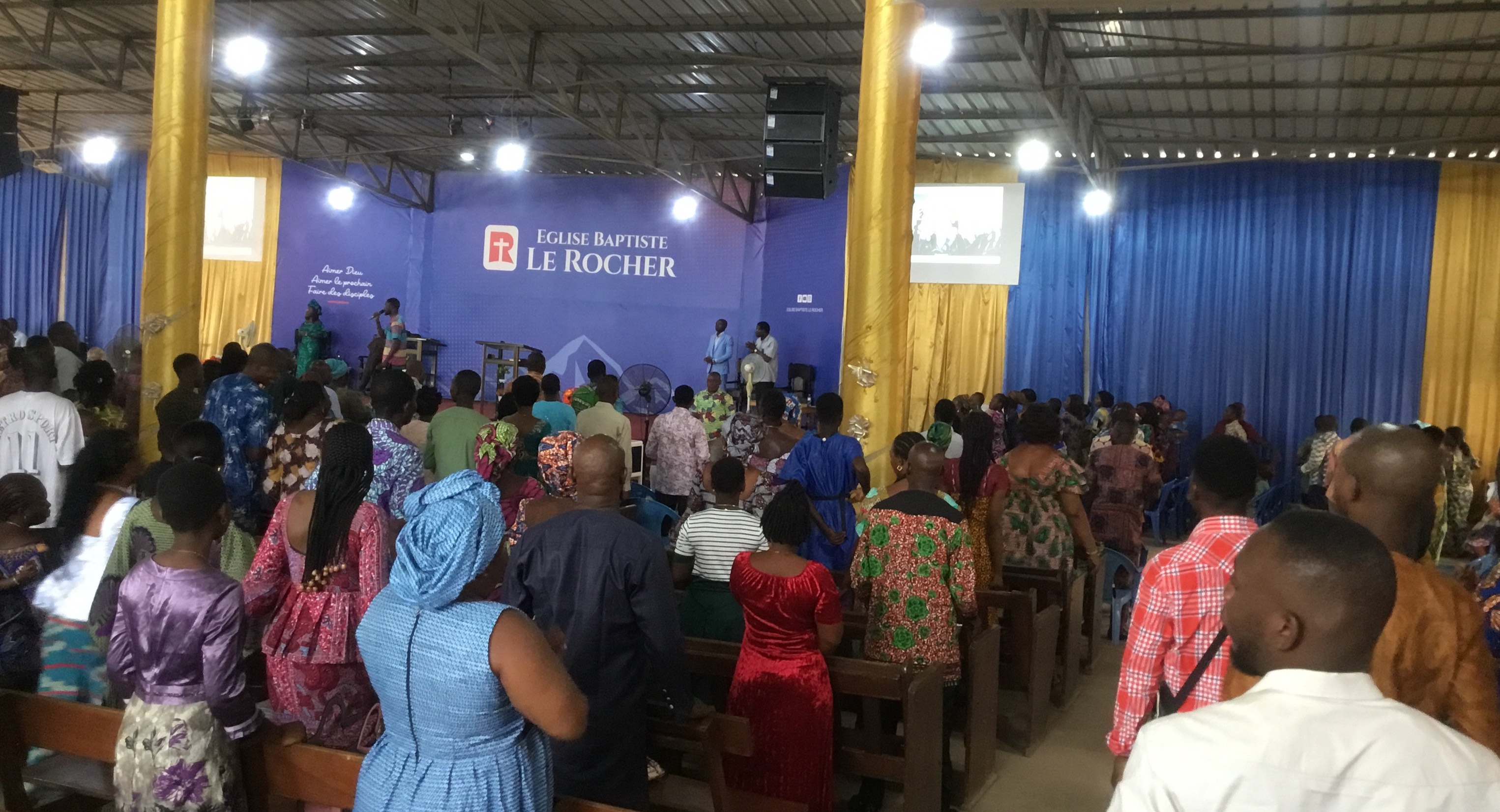
Service à l’Église Baptiste le Rocher de Lomé, membre de la Convention baptiste du Togo.

En Afrique, la Convention baptiste nigériane avec 14 523 églises et 8 925 000 membres, l'Église baptiste de Tanzanie avec 1,391 églises et 2 690 730 membres, la Communauté baptiste du Fleuve Congo avec 2,685 églises et 1 765 836 membres.

### Asie
En Asie, la Convention baptiste du Myanmar avec 5 337 églises et 1 013 499 membres, le Conseil de l'église baptiste du Nagaland avec 1,724 églises et 716,495 membres, la Convention des églises baptistes des Philippines avec 1 079 églises et 600 000 membres.

### Europe

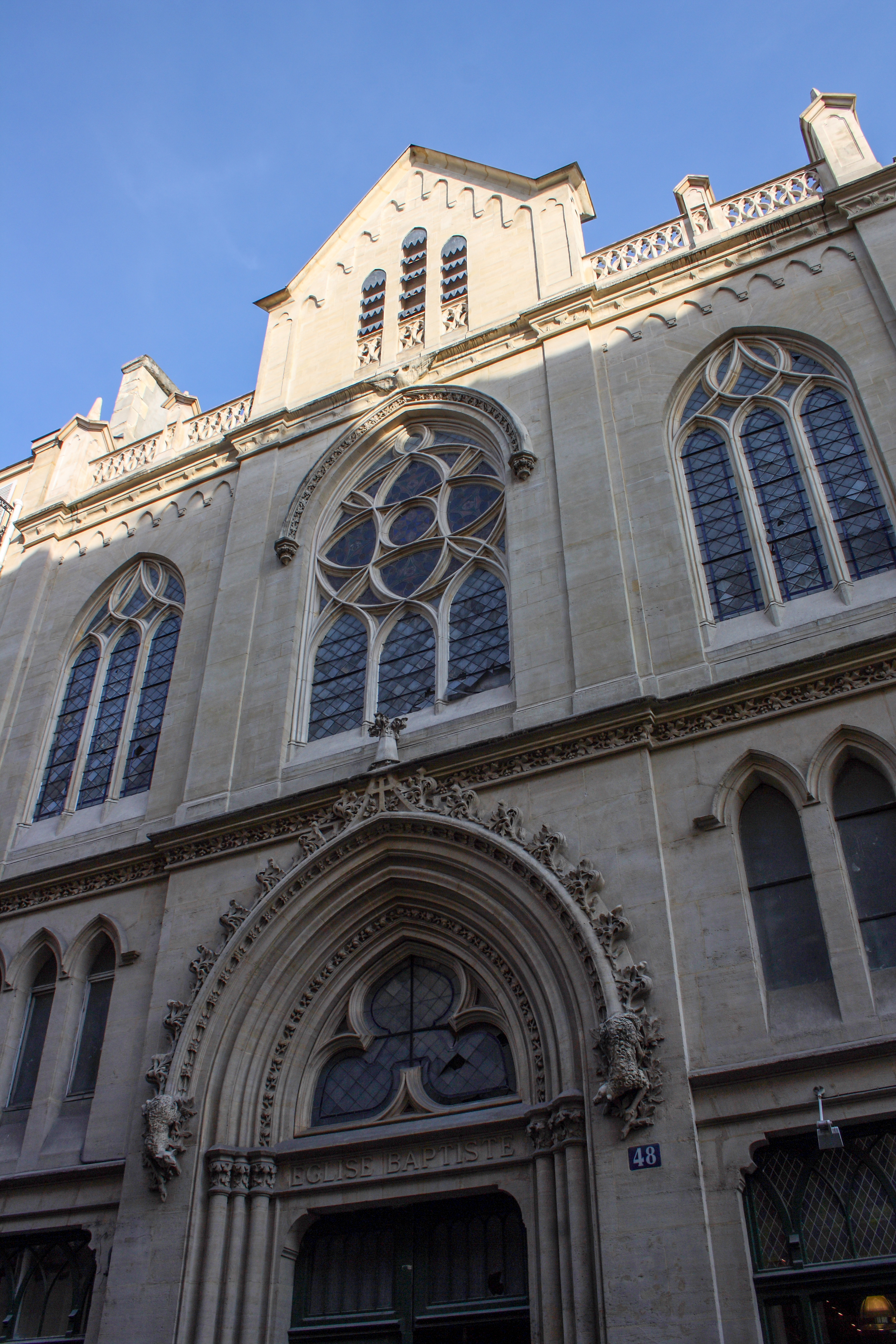
Église évangélique baptiste de Paris, membre de la Fédération des Églises évangéliques baptistes de France.

En Europe, l’Union panukrainienne des églises de chrétiens évangéliques baptistes avec 2 192 églises et 105 189 membres , l’Union baptiste de Grande-Bretagne avec 1,875 églises et 100,103 membres, l’Union des églises chrétiennes baptistes en Roumanie avec 1 697 églises et 83 853 membres.

### Océanie
En Océanie, l’Union baptiste de Papouasie-Nouvelle-Guinée avec 493 églises et 84 700 membres et les Ministères baptistes australiens avec 1,029 églises et 78,416 membres .

## Éducation

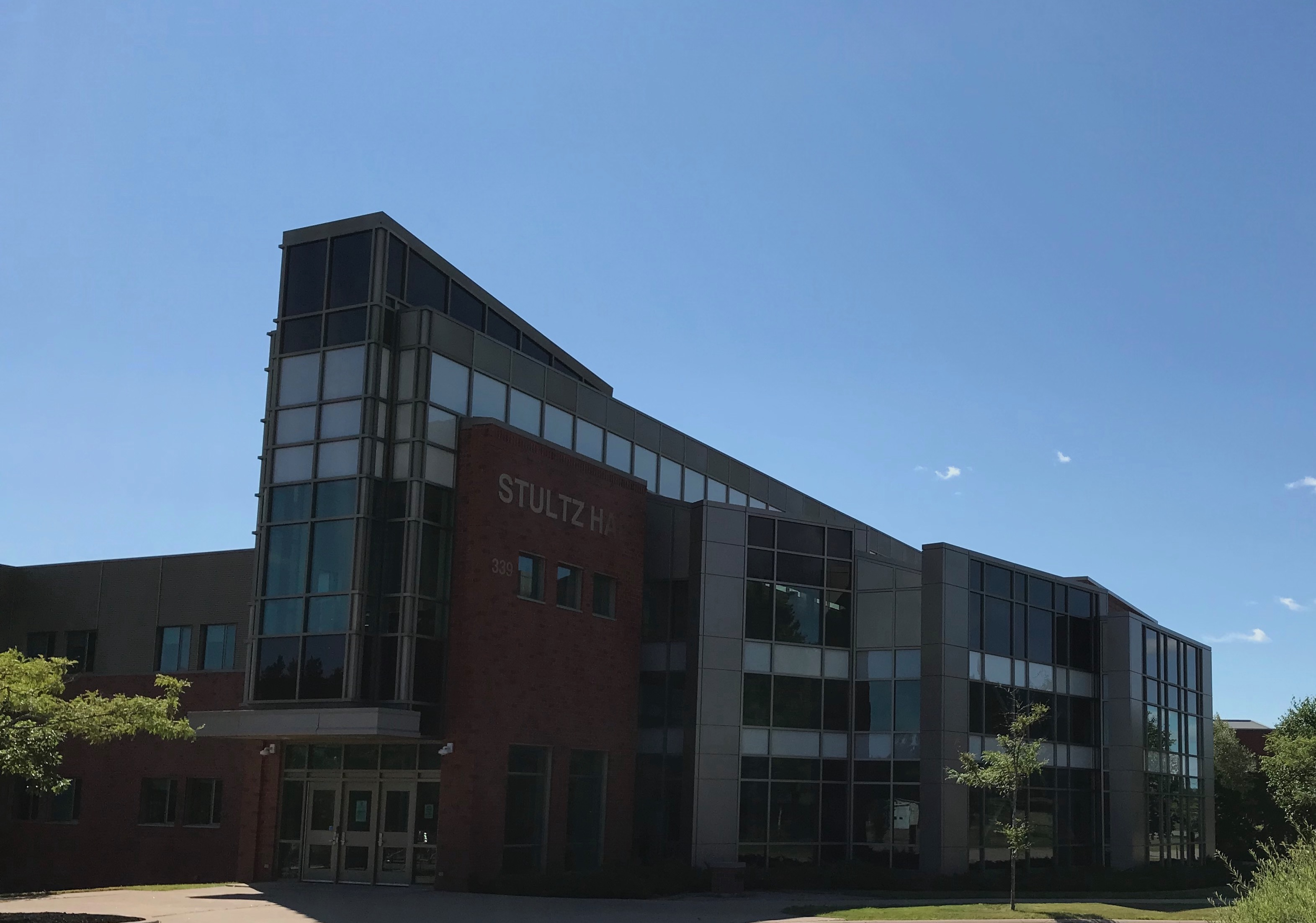
Stultz Hall, Université Crandall à Moncton, affiliée aux Canadian Baptists of Atlantic Canada (Ministères baptistes canadiens).

Les églises baptistes ont établi des écoles élémentaires et secondaires, instituts de théologie évangélique, collèges et universités dès les années 1680 en Angleterre, avant de continuer dans divers pays. En 2006, l’Association internationale des collèges et universités baptistes est fondée aux États-Unis . En 2023, elle comptait 42 universités membres.

## Controverses
Aux États-Unis, en 1845, un groupe d’églises favorables à l'esclavage et en désaccord avec l’abolitionnisme de la Triennial Convention (devenue Églises baptistes américaines USA) l’a quitté pour former la Convention baptiste du Sud. En 1995, elle a adopté une résolution qui reconnaissait l’échec de leurs ancêtres à protéger les droits civiques des Afro-Américains.
Dans son livre publié en 1963, Strength to Love, le pasteur baptiste Martin Luther King a reproché à certaines églises baptistes leur anti-intellectualisme, notamment en raison du manque de formation théologique chez les pasteurs.
En 2018, le théologien baptiste Russell D. Moore a critiqué certaines églises baptistes américaines pour leur moralisme insistant fortement sur la condamnation de certains péchés personnels, mais silencieux sur les injustices sociales qui font souffrir des populations entières, comme le racisme. En 2020, la North American Baptist Fellowship, une région de l’Alliance baptiste mondiale, s’est officiellement engagée contre l’injustice sociale et a dénoncé la discrimination systémique dans le système judiciaire américain. En 2022, l’Alliance baptiste mondiale a adopté une résolution encourageant les églises et les associations baptistes qui ont historiquement contribué au péché de l’esclavage, à s’engager dans la justice réparatrice.

#### Sources primaires
- (en) McBeth, H. Leon, ed. A Sourcebook for Baptist Heritage (1990), primary sources for Baptist history.
- (en) McKinion, Steven A., ed. Life and Practice in the Early Church: A Documentary Reader (2001)
- (en) McGlothlin, W. J., ed. Baptist Confessions of Faith. Philadelphia: The American Baptist Publication Society, 1911.

#### Sources secondaires
- (en) Beale, David. Baptist History in England and America: Personalities, Positions, and Practices. Maitland, FL: Xulon Press, 2018.
- (en) Bebbington, David. Baptists through the Centuries: A History of a Global People (Baylor University Press, 2010) emphasis on the United States and Europe; the last two chapters are on the global context.
- (en) Brackney, William H. A Genetic History of Baptist Thought: With Special Reference to Baptists in Britain and North America (Mercer University Press, 2004), focus on confessions of faith, hymns, theologians, and academics.
- (en) Brackney, William H. ed., Historical Dictionary of the Baptists (2nd ed. Scarecrow, 2009).
- (en) Gavins, Raymond. The Perils and Prospects of Southern Black Leadership: Gordon Blaine Hancock, 1884–1970. Duke University Press, 1977.
- (en) Harrison, Paul M. Authority and Power in the Free Church Tradition: A Social Case Study of the American Baptist Convention Princeton University Press, 1959.
- (en) Harvey, Paul. Redeeming the South: Religious Cultures and Racial Identities among Southern Baptists, 1865–1925 University of North Carolina Press, 1997.
- (en) Heyrman, Christine Leigh. Southern Cross: The Beginnings of the Bible Belt (1997).
- (en) Menikoff, Aaron, Politics and Piety: Baptist Social Reform in America, 1770-1860, Wipf and Stock Publishers, 2014 (ISBN 9781630872823, lire en ligne)
- (en) Rawlyk, George. Champions of the Truth: Fundamentalism, Modernism, and the Maritime Baptists (1990), Canada.
- (en) Underwood, A. C. A History of the English Baptists. London: Kingsgate Press, 1947.
- (en) Whitley, William Thomas A Baptist Bibliography: being a register of the chief materials for Baptist history, whether in manuscript or in print, preserved in Great Britain, Ireland, and the Colonies. 2 vols. London: Kingsgate Press, 1916–22 (reissued) Hildesheim: Georg Olms, 1984  (ISBN 3487074567)
- (en) Wills, Gregory A. Democratic Religion: Freedom, Authority, and Church Discipline in the Baptist South, 1785–1900, Oxford.
- (en) Stephen Wright, The early English Baptists, 1603-1649, Woodbridge, Boydell Press, 2006, 278 p.  (ISBN 1-84383-195-3)
- Sébastien Fath, Les baptistes en France (1810-1950) : faits, dates et documents, Cléon d'Andran, Excelsis, 2003, 205 p.  (ISBN 2-914144-45-8)